# Забрюшинное пространство

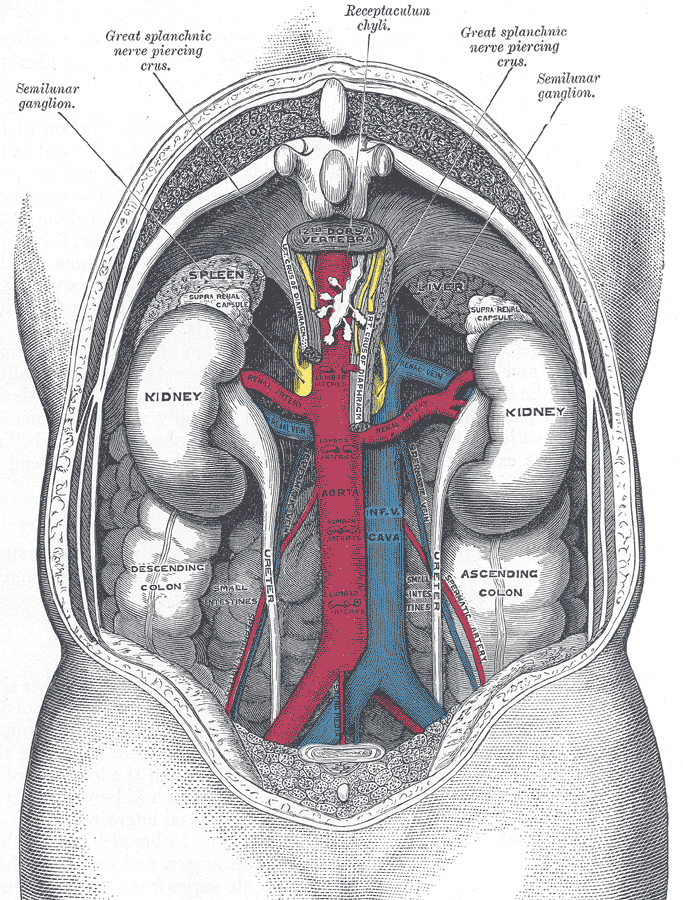
Органы забрюшинного пространства, сзади

Забрюшинное пространство (ретроперитонеальное пространство, лат. spatium retroperitoneale) — клетчаточное пространство, ограниченное задней частью париетальной брюшины и внутрибрюшной фасцией; распространяется от диафрагмы до малого таза.
Забрюшинное пространство содержит почки, надпочечники, мочеточники и поджелудочную железу, нисходящую и горизонтальную части двенадцатиперстной кишки, брюшную часть аорты, нижнюю полую вену и их ветви, корни непарной и полунепарной вен, симпатические стволы, вегетативные нервные сплетения и ветви поясничного сплетения, лимфатические узлы, начало грудного протока. Органы забрюшинного пространства окружены жировой клетчаткой. 
Фасциальные пластинки разделяют забрюшинное пространство на отделы. У наружного края почки забрюшинная фасция делится на пред- и позадипочечную фасции. Предпочечная фасция огибает почку спереди и соединяется с фасциальными футлярами аорты и нижней полой вены, распространяясь на противоположную сторону; позадипочечная фасция сливается с внутрибрюшной фасцией, покрывающей ножку диафрагмы и большую поясничную мышцу. Жировая капсула почки (паранефральная клетчатка) располагается между листками забрюшинной фасции, распространяясь по ходу мочеточника. Околокишечная клетчатка лежит между забрюшинной фасцией и задними поверхностями восходящей и нисходящей ободочных кишок. Непарное срединное пространство содержит магистральные сосуды — брюшную часть аорты и нижнюю полую вену с их ветвями, расположенными рядом нервами и лимфатическими узлами.

## Заболевания
- Забрюшинный фиброз